# Wilhelm Michaelsen

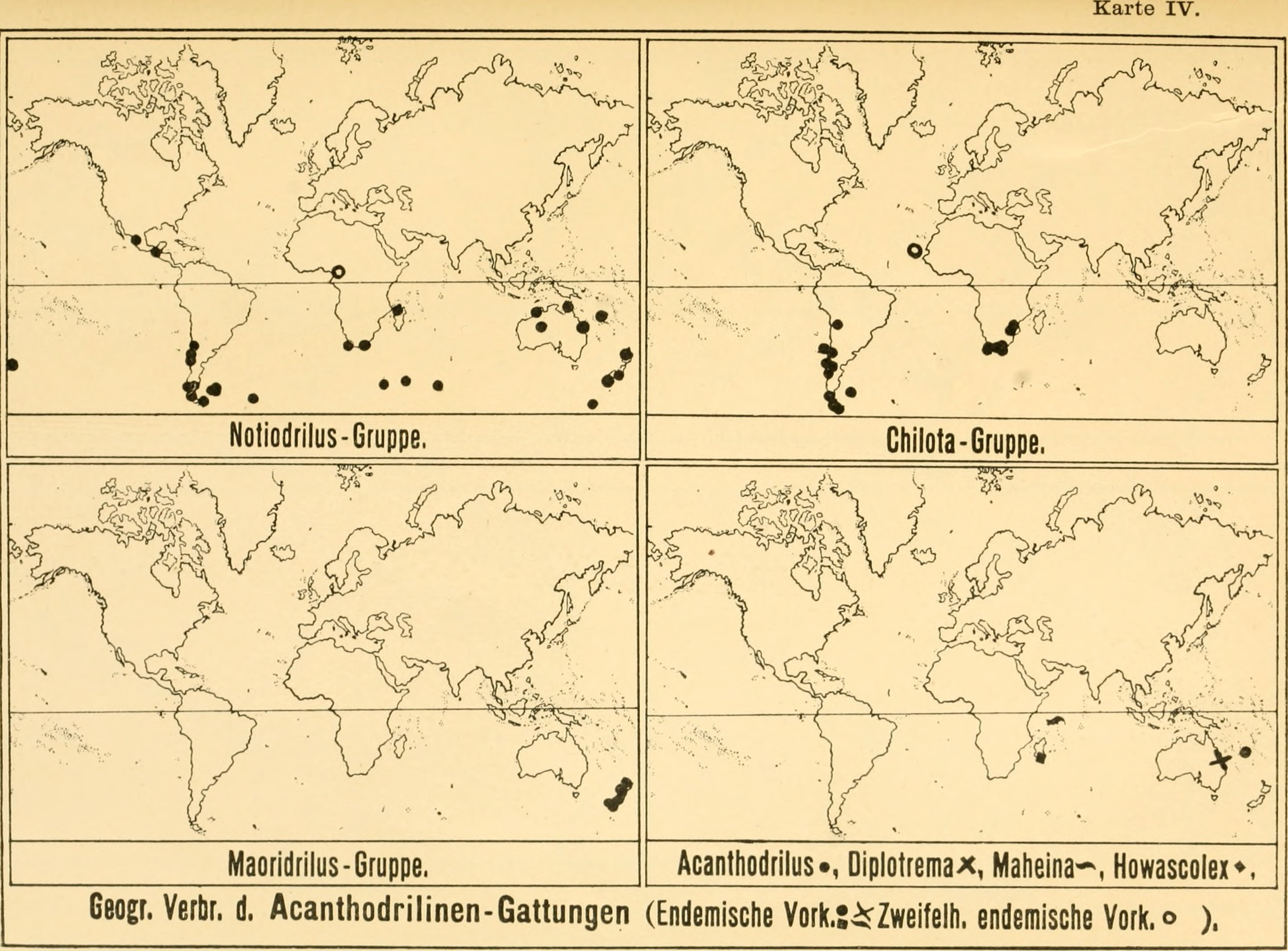
Die geographische Verbreitung der Oligochaeten (1903).

J. Wilhelm Michaelsen (9 d'octubre de 1860 a Hamburg - 18 de febrer de 1937 a Hamburg) va ser un zoòleg alemany, un dels pares de la biologia i de la sistemàtica dels cucs de terra.

## Llista completa de treballs de Wilhelm Michaelsen

### 1885-1889
1. 1885. Vorläufige Mittheilungen über Archienchytraeus möbii, sp. n. Zoologischer Anzeiger, Leipzig 8: 237-239.
2. 1886. Über Enchytraeus moebii, Mich., und andere Enchytraeiden. Kiel: 1886.
3. 1886. Über Chylusgefäss systeme bei Enchytraeiden. Archiv für Mikroskopische Anatomie, Bonn 28: 292-304, 21 pls.
4. 1887. Enchytraeiden-Studien. Archiv für Mikroskopische Anatomie, Bonn 30: 366-378, 21 pl. (Traduït als Annals of Natural History, Londres (5), 20: 417-427).
5. 1888. Die Oligochaeten von Süd-Georgien. Jahrbuch der Hamburg 5: 55-72.
6. 1889. Die Gophyreen von Süd-Georgien nach der Ausbeute der Deutschen Station von 1882-1883. Jahrbuch der Hamburg 6: 70-84, 1 pl.
7. 1889. Oligochaeten des Naturhistorischen Museums a Hamburg. I. Jahrbuch der Hamburgischen Wissenschaftlichen Anstalten, Hamburg 6: 1-17, 1 pl.
8. 1889. Oligochaeten des Naturhistorischen Museums in Hamburg. II. Jahrbuch der Hamburgischen Wissenschaftlichen Anstalten, Hamburg 6: 59-69, 2 pls.
9. 1889. Synopsis der Enchytraeiden. Abhandlungen der Gesellschaft, Hamburg 11: 1-60, 1 pl.

### 1890-1894
1. 1890. Die Lumbriciden Norddeutschlands. Jahrbuch der Hamburg 7: 1-19.
2. 1890. Beschreibung der von Herrn Dr. Franz Stuhlmann im Mündungsgebiet des Sambesi gesammelten Terricolen. Mitteilungen aus dem Naturhistorischen Museum a Hamburg 7: 21-50, 4 pls.
3. 1890. Die Lumbriciden. Mecklenburg. Archiv des Vereins der Freunde der Naturgeschichte a Mecklenburg 44: 48-54.
4. 1890. Oligochaeten des Naturhistorischen Museums a Hamburg. III. Jahrbuch der Hamburg 7: 51-62.
5. 1891. Oligochaeten des Naturhistorischen Museums a Hamburg. IV. Jahrbuch der Hamburg 8: 42, 1 pl.
6. 1891. Beschreibung der von Herrn Dr. Fr. Stuhlmann auf Sansibar und dem gegenüberleigenden Festlandes gesammelten Terricolon. I. Übersicht über die Telendrilenen. II. Die Terricolen-Fauna Afrikas. Mitteilungen aus dem Naturhistorischen Museum a Hamburg 9: 3-72, 4 pls.
7. 1891. Terricolen der Berliner Zoologischen Sammlung. I. Afrika. Archiv für Naturgeschichte, Johannesburg 57: 205-228, Taf. 8.
8. 1891. Die Terricolen-Fauna der Azoren. Abhandlungen der Gesellschaft, Hamburg 11(2): 8.
9. 1892. Beschreibung der von Herrn Dr. Fr. Stuhlmann am Victoria Nyanza gesammelten Terricolen. Jahrbuch der Hamburgischen Wissenschaftlichen Anstalten 9(2): 29-42, 1 pl.
10. 1892. Terricolen der Berliner Zoologischen Sammlung (II). Archiv für Naturgeschichte, Berlin 57(2): 209-261, 13 pls. + 5 xilografias.
11. 1892. Polychaeta von Ceylon. Jahrbuch der Hamburgischen Anatomischer 9(2): 91-113, 1 pl.
12. 1894. Die Regenwurm-Fauna von Florida und Georgia. Zoologische Jahrbücher, Abteilung für Systematik, Jena 10:177-194.
13. 1894. Lumbriciden. Semon's Zoologische Forschungsreisen in Australien und dem Malayischen Archipel. V. Systematik und Thiorgeographie. Denkschriften der Medizinisch-Naturwissenschaftlichen Gesellschaft zu Jena 8: 99-100.
14. 1894. Zur Systematik Regenwürmer. Abhandlungen der Gesellschaft, Hamburg.

### 1895-1899
1. 1895. Zur Kenntnis der Oligochaeten. Abhandlungen und Verhandlungen des Naturwissenschaftlichen Vereins, Hamburg 13: 37 pp., 1 pl.
2. 1895. Regenwürmer aus Deutsch Ost-Afrika. Die Tierwelt Ost-Afrika. IV. Wirbellose Tiere. Geographisches Verlagshndl. Reimer, Berlin 8: 1-48, 2 pls.
3. 1896. Weilerer Beitrag zur Systematik der Regenwürmer. Abhandlungen der Gesellschaft, Hamburg 1896.
4. 1896. Oligochaeten. Ergebn. Zool. Forschungsr. in den Molukken und in Borneo (Kükenthal). Abhandlungen hrsg. von der Senckenbergischen Naturforschenden Gesellschaft, Frankfurt a. Main 23: 193-243, 13 pls., 1 fig.
5. 1897. Organisation einiger neuer oder wenigbekannter egenwürmer von Westindien und Südamerika. Zoologische Jahrbücher Abteilung für Anatomie, Jena 10: 359-388, 31 pls.
6. 1897. Die Terricolen des Madagassischen Inselgebiets. Abhandlungen hrsg. von der Senckenbergischen Naturforschenden Gesellschaft, Frankfurt a. Main 21: 217-252, 3 pls.
7. 1897. Die Polychaetenfauna der deutschen Moore einschliesslich der benachbarten und verbindenden Gebiete. Wissenschaftliche Meeresuntersuchgen der Kommission zur Wissenschaften Untersuchung der Deutschen Meere, Kiel & Leipzig (Neue Folge) 2(1): 1-216, Taf.1
8. 1897. Die Terricolenfauna Ceylons. Aus Natur und Museum, Frankfurt a. Main 14: 157-250, 1 pl.
9. 1897. Neue und wenig bekannte afrikanische Terricolen. Mitteilungen aus dem Naturhistorischen Museum a Hamburg 14: 1-71, pl. 1.
10. 1898. Die Oligochaeten der Sammlung Plate. Zoologische Jahrbücher, Abteilung für Systematik, Jena Suppl. 4 (Fauna Chilensis, 2): 471-480. 1 fig.
11. 1898. Grönlandische Anneliden. Bibliotheca Zoologica 20, Lfg. 4 Zoologische Ergebnisse Grönlandische Expedition Nach Dr. Vanhüffen's Sammlungen 9: 120-132, 3 imatges.
12. 1898. Über eine neue Gattung und vier neue Arten der Unterfamilie Benhamini. 2 Beiheft Jahrbuch der Hamburgischen Wissenschaftliche Anstalten, Hamburg 15: 163-178, 5 imatges.
13. 1899. Beitrage zur Kenntniss der Oligochäten. Zoologische Jahrbücher, Abteilung für Systematik, Jena 12: 105-144, 2 imatges.
14. 1899. Revision der Kinbergischen Oligochaeten-Typen. Ofversigt Akademiens Fšrhandlingar, Stockholm 56: 413-448, 3 imatges.
15. 1899. Terricolen von verschiedenen Gebieten der Erde. 2 Beiheft Jahrbuch der Hamburgischen Wissenschaftliche Anstalten, Hamburg 16: 1-122, 22 text-imatges.
16. 1899. Oligochäten von den Inseln des Pacific, nebst Erorterungen zur Systematik der Megascoleciden. Jahrbuch der Hamburgischen Wissenschaftliche Anstalten, Hamburg 16: 211-246. [Ergebnisse einer Reise nach dem Pacific. Schauinsland 1896-97.]

### 1900-1904
1. 1900. Terricolen (Nachtrag). Hamburg. Magalhaens Sammelreise, Lief. V-3, Hamburg, 28 pp.
2. 1900. Die Lumbriciden-Fauna Nordamerikas. Abhandlungen der Gesellschaft, Hamburg 16: 22 pp.
3. 1900. Die Lumbriciden-Fauna Eurasiens. Annuaire du Museum de St.-Petersburg 5: 213-225.
4. 1900. Eine neue Eminoscolex - Art von Hoch - Sennaar. 2 Beiheft. Jahrbuch der Hamburgischen Wissenschaftliche Anstalten, Hamburg 17: 1-5.
5. 1900. Das Tierreich. 10, Oligochaeta. Berlin: R. Friedländer und Sohn xxix + 575 pp.
6. 1900. Zur Kenntnis der Geoscoleciden Südamerikas. Zoologischer Anzeiger, Leipzig 23: 53-56.
7. 1900. Zur Nomenclatur der Oligochaeten, eine Rechtfertigung. Zoologischer Anzeiger, Leipzig 23: 566-568.
8. 1900. Die Terricolen-Fauna Columbiens. Archiv für Naturgeschichte, Berlin 66: 231-266, 1 text-fig.
9. 1901. Neue Tubificiden des Niederelbgebietes. Abhandlungen der Gesellschaft, Hamburg (3) 8: 66-70.
10. 1902. Die Lumbriciden-Fauna Norwegens und ihre Beziehungen. Abdruck Verhandelingen der Naturwissenschaftlichen Vereins zu Hamburg 9(3): 1-13.
11. 1902. Die Oligochätenfauna des Baikal-Sees. Abdruck Verhandelingen der Naturwissenschaftlichen Vereins zu Hamburg 9(3): 43-60.
12. 1902. Der Einfluss der Eiszeit auf die Verbreitung der Regenwürmer. Abdruck Verhandelingen der Naturwissenschaftlichen Vereins zu Hamburg 9(3): 62-65.
13. 1902. Oligochäten der Zoologischen Museum zu St. Petersburg und Kiew. Bulletin de l'Académie de St.-Petersburg (5), 15: 137-215.
14. 1902. Neue Oligochäten und neue Fundorte altbekannter. Mitteilungen aus dem Naturhistorischen Museum a Hamburg 19: 1-54, 1 pl.
15. 1903. Die Oligochäten Nordost-Afrikas, nach den Ausbeuten der Herron Oscar Neumann und Carlos Freiherr von Erlanger. Zoologische Jahrbücher, Abteilung für Systematik, Jena 18(4-5): 435-556, pls 24-27.
16. 1903. Oligochäten. Mitteilungen aus dem Naturhistorischen Museum a Hamburg 19: 169-210, 1 pl.
17. 1903. Oligochäten der Zoologischen Museem zu St. Petersburg und Kiew. Bulletin de l'Académie de St.-Petersburg 15(5): 137-215.
18. 1903. Westafrikanische Oligochäten, gesammelt von Herrn Prof. Yngve Stöstedt. Arkiv för Zoologi, Stockholm 1: 157-169, 1 pl.
19. 1903. Die Oligochäten der Deutschen Tiefsee - Expedition nebst Erörterung der Terricolenfauna oceanischer Inseln; insbesondere der Inseln der subantarktischen meere. Wissenschaftliche Ergebnisse der Deutschen Tiefsee - Expedition auf dem Dampfer Valdivia, Jena 3, 4: 133, 22 pls.
20. 1903. Eine neue Haplotaxiden - Art und andere Oligochaeten aus dem Telezkischen See im nördlichen Altai. Verhandlungen des Vereins für Naturwissenschaftliche Unterhaltung zu Hamburg 10(3): 1-7.
21. 1903. (Vortrag.) Die Fauna des Baikal-Sees. Verhandlungen des Vereins für Naturwissenschaftliche Unterhaltung zu Hamburg 10(3): 17-20.
22. 1903. Oligochäten von Paradeniya auf Ceylon, ein Beitrag zur Kenntnis des Einflusses botanischer Gärten auf die Einschleppung peregriner Thiere. SB Böhmisch. Ges. Wiss. 55: 16 pp., 16 imatges.
23. 1904. Revision der composition Styeliden oder Polyzoiner. Mitteilungen aus dem Naturhistorischen Museum a Hamburg 21: 1-124.
24. 1904. Über eine Triniphrus - Art von Ceylon. Mitteilungen aus dem Naturhistorischen Museum a Hamburg 21: 125-131.

### 1905-1909
1. 1905. Die Oligochaeten der deutschen Tief-See Expedition. Deutsche Südpolar Expedition, Ergebnisse 3: 133-166.
2. 1905. Catalogo de los Oligoquetos del territorio chileno-magallanico i descripción de especies nuevas. Revista Chilena de Historia Natural, Santiago de Chili 8: 262-322.
3. 1905. Die Oligochäten des Baikal-Sees. Wissenschaftliche Ergebnisse einer zoologischen Expedition nach dem Baikal-See unter Leitung von Alexis Korotneff i D.J., 1900-1902. Erste Leifarung. Kiew und Berlin: R. Friedländer und Sohn, 69 pp.
4. 1905. Zur Kenntnis der Naididen. (Paraguay Fauna). Zoologica, Stuttgart 17(1); Heft 44; 1905: 350-361.
5. 1905. Die Oligochaeten der Schwedischen Südpolar-Expedition. Wissenschaftliche Ergebnisse der Schwedischen Südpolar-Expedition, Stockholm 5(1905):1-12, 1 pl.
6. 1907. Oligochaeta für 1895, 1896 und 1897. Archiv für Naturgeschichte, Berlin 68(2), 1902 (1907), 14c: 1-40.
7. 1907. Neue Oligochäten von Vorder-Indien, Ceylon, Birma und den Andaman-Inseln. Jahrbuch der Hamburgischen Wissenschaftlichen Anstalten, Hamburg 24(2): 143-188.
8. 1907. Zur Kenntnis der deutschen Lumbriciden fauna. Jahrbuch der Hamburgischen Wissenschaftlichen Anstalten, Hamburg 24 (1906), 2: 189-193.
9. 1907. Regenwürmer von Erythraea nach der Ausbeute des Herrn Dr. K. Escherich. Verhandelingen des Vereins für Naturwissenschaftliche Unterhaltung zu Hamburg 13(1905-1907): 5-15.
10. 1907. Oligochaeten von Madagaskar, den Comdren und anderen Inseln des westlichen Indischen Ozeans. In: Reise in Ostafrika v. A. Voeltzkow, Bd. 2) Stuttgart: E. Schweizerbart 1907: 39-50.
11. 1907. Oligochaeta. (Fauna Südwest-Australiens, hrsg. V. W. Michaelsen und R. Hartmeyer, Bd. 1, Lfg.2) Jena: G. Fischer 1907: 117-232, 2 Taf.
12. 1907. Die Lumbricidien des Kaukasischen Museums in Tiflis. Mitteillungen der Kaukasischen Museum, Tiflis 3(2-3): 81-93.
13. 1907. Oligochaeta. Sjöstedts Kilimandjaro-Meru Expedition 22(1 Uppsala,): 1-10.
14. 1907. Oligochaeten von Natal und dem Zululand. African Zoology, Stockholm 4(4): 1-12, 1 pl.
15. 1907. Oligochaeten von Australien. Abhandlungen aus dem Gebiete der Naturwissenschaften, Hamburg 30(1): mit 1 Tafel und 9 Abbildungen im Text.
16. 1908. Pendulations - Theorie und Oligochäten, zugleich eine Erörterung der Grundzüge des Oligochäten - Systems. Jahrbuch der Hamburgischen Wissenschaftlichen Anstalten, Hamburg 25(2): 153-175.
17. 1908. Annelida. A. Oligochäten aus dem westlichen Kapland. In: Schltze, L., Zool. u. Anthrop. Ergebnisse e. Forschungsreise in Südafrika, Band 1, Lfg. 1) Denkschriften der Medizinisch-Naturwissenschaften Gesellschaft zu Jena 13: 29-42, 1 Taf.
18. 1908. Die Oligochäten Westindiens. Zoologische Jahrbücher, Abteilung für Systematik, Jena, Suppl. 11: 13-32, 1 Taf.
19. 1908. Zur Kenntnis der Tubificiden. Archiv für Naturgeschichte, Berlin 74(1): 129-162, 1 Taf.
20. 1908. Die Zoologische Reise des naturwissenschaftlichen Vereins nach Dalmatien im April 1906. B. Spezieller Teil. Bearbeitung des gesammelten Materiales. 8. Lumbricidae. Mitteilungen des Naturwissenschaftlichen Vereins an der Universität Wein 6: 117-119.
21. 1908. Oligochaeta für 1898, 1899 und 1900. Archiv für Naturgeschichte, Berlin 70(2): 1-56.
22. 1908. On two species of ocnerodrilids from Rhodesia. Buluwayo Proceedings of the Rhodesia Science Association 8: 98-99.
23. 1909. The Oligochaeta of India, Nepal, Ceylon, Burma and the Andaman Islands. Memoirs of the Indian Museum, Calcutta 1(3): 103-253, 13, 14 pls.
24. 1909. On a new Megascolex from Ceylon. Spolia Zeylanica, Colombo 6: 96-101, 4 diagrams.
25. 1909. Oligochaeta. In: Die Süsswasserfauna Deutschlands, Hrsg. V. Brauer. Jena: G. Fischer 13: 1-66.
26. 1909. Oligochaeta für 1901, 1902 und 1903. Archiv für Naturgeschichte, Berlin 71(2): 1-44.
27. 1909. Oligochaeta für 1904, 1905 und 1906. Archiv für Naturgeschichte, Berlin 73(2): 1-56.

### 1910-1914
1. 1910. Die Oligochäten fauna der vorderindisch-ceylonischen Region. Abdruck Verhandelingen der Naturwissenschaftlichen Vereins zu Hamburg 19(5): 1-108, 1 Taf.
2. 1910. Oligochäten von verschliedenen Gebieten. Mitteilungen aus dem Naturhistorischen Museum a Hamburg 27(2): 47-169, 1 pl.
3. 1910. Die Oligochäten des inneren Ostafrikas und ihre geographischen Beziehungen. Wissenschaftliche Ergebnisse des Deutschen Zentral-Afrika Expedition 1907-8, Leipzig 3: 1-90 [Leipzig: Klinkhardt & Biermann].
4. 1910. Oligochaeta. In: Sjöstedts Kilimandjaro-Meru Expedition, Stockholm 22(1): 1-10, 1 pl.
5. 1910. Notoscolex termiticola Mich. (Ein termitophiler Regenwurm). In: Escherich, K., Termitenleben auf Ceylon. Jena: G. Fischer 1911: 249-252.
6. 1910. Sur quelques Oligochètes de l'Équateur. Mesure Arc Méridien Equatorial Amérique du Sud (Zoologie) 9(3) 127-138.
7. 1910. Oligochäten von den Aru-und Kei-Inseln. (Ergebnisse E. Zool. Forschungsreise v. H. Merton). Abhandlungen hrsg. von der Senckenbergischen Naturforschenden Gesellschaft, Frankfurt a. Main 33: 248-261.
8. 1910. Zur Kenntnis der Lumbriciden und ihrer Verbreitung. Annuaire du Musée Zoologique de l'Académie Impériale des Sciences, St.-Petersburg 15: 1-74.
9. 1910. Oligochaeta für 1907. Archiv für Naturgeschichte, Berlin 74(2): 1-19.
10. 1910. Oligochaeta für 1908. Archiv für Naturgeschichte, Berlin 75(2): 1-10.
11. 1911. Zur Kenntnis der Eodrilaceen und ihrer Verbreitungsverhältnisse. Zoologische Jahrbücher, Abteilung für Systematik, Jena 30: 527-572, 15 Taf.
12. 1911. Oligochaeta für 1909. Archiv für Naturgeschichte, Berlin 76(2): 160-175.
13. 1911. Litorale Oligochäten von der Nordküste Russlands. Travaux de la Société Impériale des Naturalistes de St.-Petersburg 42: 106-110.
14. 1912. Oligochaeta für 1910. Archiv für Naturgeschichte, Berlin 77(6): 132-156.
15. 1912. Über einige zentralamerikanische Oligochäten. Archiv für Naturgeschichte, Berlin 78(9): 112-129, 1 Taf.
16. 1912. Oligochäten vom Kenia-Distrikt im Britisch Ostafrika, gesammelt von der Schwedischen Zoologischen Expedition 1911. Arkiv för Zoologi, Stockholm 7(32): 1-3, 1 Taf.
17. 1913. Oligochäten vom tropischen und südlich-subtropischen Afrika. Teil 1. Zoologica, Stuttgart 67(26): 139-170, 1 Taf.
18. 1913. Oligochäten vom tropischen und südlich-subtropischen Afrika. Teil 2. Zoologica, Stuttgart 68(1): 1-33
19. 1913. The Oligochaeta of Natal and Zululand. Annals of the Natal Government Museum, Pietermaritzburg 13: 397-458, 23 pls.
20. 1913. Report upon the Oligochaeta in the South African Museum at Cape Town. Annals of the South African Museum, Cape Town 13: 43-62.
21. 1913. Die Oligochäten von Neu-Caledonien und den benachbarten Inselgruppen. In: Sarasin, F. und T. Roux, Nova Caledonia A (Zoologie) Weisbaden: C.W. Kreidel 1(3): 171-280, 2 Taf.
22. 1913. Die Oligochäten des Kaplandes. Zoologische Jahrbücher, Abteilung für Systematik, Jena 34: 473-556, 1 Taf.
23. 1913. Oligochäten von Travancore und Borneo. Jahrbuch der Hamburgischen Wissenschaftlichen Anstalten, Hamburg 30(2): 73-92.
24. 1914. Die Oligochäten Colombias. In: Voyage d'exploration scientifique en Colombie. Mémoires de la Société des Sciences Naturelles de Neuchâtel 5: 202-252, 8 pls.
25. 1914. Oligochäten aus dem tropischen Westafrika gesammelt von Prof. F. Silvestri. Bollettino del Laboratorio di Zoologia, Portici 9: 171-185.
26. 1914. On two new species of Pheretima from Borneo. Sarawak Museum Journal, Sawark 2: 59-64.
27. 1914. Oligochaeta. In: Beiträge zur Kenntnis der Land - u. Süsswasserfauna D.-Südwestafrikas. (Hrsg. Von W. Michaelsen, Lief 1: 137-182, 4 Taf.) Hamburg: L. Friederichsen & Co.
28. 1914. Ein neuer Regenwurm aus Griechenland. Verhandlungen der Zoologisch-Botanischen Gesellschaft a Viena 64: 8-9.
29. 1914. Die Oligochaeten des Süsswassers gesammelt von der deutschen Südpolar-expedition. Deutsche Südpolar-expedition 1901-1903. Zoologie 8, 16(1), 95 p.
30. 1914. Oligochäten vom tropischen Afrika. Mitteilungen aus dem Naturhistorischen Museum a Hamburg 31(2): 81-127, 1 pl.

### 1915-1919
1. 1915. Vers. II Oligochètes. In: Résultats scientifiques, voyage de Ch. Alluaud et R. Jeannel en Afrique orientale, 1911-1212, Paris, pp. 23-42, 2 pls.
2. 1915. Zentralafrikanische Oligochäten. Wissenschaftliche Ergebnisse der Zweiten Deutschen Zentral-Afrika-Expedition 1910-1911, Leipzig Teil 1, Zoologie 8, 1(1): 185-317, 14-18 pls.
3. 1916. Oligochaeten, Ginsberger naturgeschichte der Scoglien Süddalmatiens. 9. Denkschriften Akademie der Wissenschaften, Viena 92: 335.
4. 1916. Oligochaeten aus dem Naturhistorischen Reichsmuseum zu Stockholm. Arkiv för Zoologi, Stockholm 10(1-2): 1-21.
5. 1916. Ein eigenthümlicher neuer Enchytraeidae der Gattung Propappus aus der Niederelbe. Verhandelingen des Vereins für Naturwissenschaftliche Unterhaltung zu Hamburg 3(23): 51-55.
6. 1916. Results of Dr. E. Mjöberg's Swedish Scientific Expedition to Australia 1910-1913. XIII. Oligochäten. Kungliga Svenska Vetenskapsakademiens Handlingar, Stockholm 52(13): 1-74, 1 pl.
7. 1918. Die Lumbriciden, mit besonderer Berücksichtigung der Bisher als Familie Glossoscolecidae zusammengefassten Unterfamilien. Zoologische Jahrbücher, Abteilung für Systematik, Jena 41: 1-398, 1-2 pls.
8. 1919. Über die Beziehungen der Hirudineen zu den Oligochäten. Jahrbuch der Hamburgischen Wissenschaftlichen Anstalten, Hamburg 36: 131-153.

### 1920-1924
1. 1921. Zur Stammgeschichte und Systematik der Oligochäten, insbesondere der Lumbriculiden. Archiv für Naturgeschichte, Berlin 86(8): 130-141.
2. 1921. Neue und wenig bekannte Oligochäten aus skandinavischen Sammlungen. Arkiv för Zoologi, Stockholm 13(9): 1-25.
3. 1921. Oligochaeten von Juan Fernandez und der Oster Insel. In: Uppsala: The Natural History of Juan Fernandez and Easter Island. (ed. C. Skottsberg) 3: 31-32.
4. 1922. Sammlungen der Schwedischen Elgon-Expedition im Jahre, 1920. II. Oligochäten. Arkiv för Zoologi, Stockholm 14(6): 1-19.
5. 1922. Oligochäten aus dem Rijks-Museum van natuurlijke Historie su Leiden. Capita Zoologica, 's-Gravenhage (Pt. 1) 3: 1-72, 22 text-imatges.
6. 1922. Die Verbreitung der Oligochäten im Lichte der Wegenerischen Theorie der Kontinenten-Verschiebung und andere Fragen zur Stammesgeschichte und Verbreitung dieser Tiergruppe. Verhandelingen des Vereins für Naturwissenschaftliche Unterhaltung zu Hamburg 29(3): 45-79.
7. 1922. Oligochäten vom westlichen Vorderindien und ihre Beziehungen zur Oligochätenfauna von Madagaskar und den Seychellen. Jahrbuch der Hamburgischen Wissenschaftlichen Anstalten, Hamburg 38: 27-68, 8 text-imatges.
8. 1923. Oligochäten aus der Umgegend von Medan in Nord-west-Sumatra. Arkiv för Zoologi, Stockholm 15(14): 1-20, 6 text-imatges.
9. 1923. Oligochäten von Peru und Westpatagonien. Göteborgs Kungliga Vetenskaps och Vitterhets Samhälles Handlingar, Ny Tidsföljd (4), 27(6): 1-12, 4 text-imatges.
10. 1923. Die Oligochaeten der Wolga. Arbeiten des Biologischen Unteren-Wolgagau-Station, Saratow 7(1-2): 30-43.
11. 1923. Oligochäten von den warmeren Gebieten Amerikas und des Atlantischen Ozeans sowie ihre faunistischen Beziehungen. Mitteilungen aus dem Staatsinstitut und Zoologischen Museum a Hamburg 41: 71-83.
12. 1923. Ein Süsswasser-Höhlenoligochäten aus Bulgarien. Mitteilungen aus dem Staatsinstitut und Zoologischen Museum a Hamburg 41: 85-91.
13. 1924. Oligochäten von Hollandisch-Neuguinea. Nova Guinea Leiden, 's-Gravenhage 15 Zoology 1: 18-27, 6 text-imatges.
14. 1924. Oligochäten von Neuseeland und den Auckland - Campbell - Inseln, Nebst einigen anderen Pacifischen Formen. Videnskabelige Meddelelser fra Dansk Naturhistorisk Forening i København 75: 197-240, 8 text-imatges.
15. 1924. Oligochäten von Niederlandischen-Indien. Treubia, Buitenzorg 5: 397-401.

### 1925-1929
1. 1925. Regenwürmer aus dem nordlichen und ostlichen Spanien. Senckenbergiana, Frankfurt-a-Main 7:186-195.
2. 1926. Zur Kenntnis einhemischer und ausländischer Oligochäten. Zoologische Jahrbücher, Abteilung für Systematik, Jena 51: 255-328, 10 text-imatges.
3. 1926. Oligochaeten aus dem Gebiet der Wolga und der Kama. Arbeiten des Biologischen Unteren-Wolgagau-Station, Saratow 9: 1-11.
4. 1926. Pelodrilus bureschi, ein Süsswasser-Höhlenoligochät aus Bulgarien. Travaux de la Société Bulgare des Sciences Naturelles, Sofia 12: 57-66, 3 imatges.
5. 1926. Zur Kenntnis der Oligochaeten des Baikal-Sees. Russische Hydrobiologische Zeitschrift, Saratow 5: 153-173, 2 pls.
6. 1926. Lumbricidae. Mitteilungen aus dem Zoologischen Museum a Berlin 12: 223-227.
7. 1926. Agriodrilus vermivorus aus dem Baikal-Sees, ein Mittleglied zwischen typischen Oligochäten und Hirudineen. Mitteilungen aus dem Staatsinstitut und Zoologischen Museum a Hamburg 42: 1-20, 1 pl., 1 fig.
8. 1926. Oligochaten aus dem Ryck bei Greifswalk und von benachbarten Meersgebieten. Mitteilungen aus dem Staatsinstitut und Zoologischen Museum a Hamburg 42: 21-29, 1 imatge.
9. 1926. Schmarotzende Oligochäten nebst Erörterungen über verwandtschaftliche beziehungen der Archioligochäten. Mitteilungen aus dem Staatsinstitut und Zoologischen Museum a Hamburg 42: 91-103, 3 imatges.
10. 1926. Bau, Verwandtschaftsverhältnisse und Lebensweise des Schmartozerenchyträiden, Aspidodrilus kelsalli Baylis. Mitteilungen aus dem Staatsinstitut und Zoologischen Museum a Hamburg 42: 137-151, 1 pl.
11. 1926. Schmardaella lutzi Mich., Oligochaeto endoparasitico de Hylidas Sud-americanas. Memorias do Instituto Oswaldo Cruz, Rio de Janeiro 19: 231-236, 1 imatxe. [Traducció alemany pp. 239-247]
12. 1926. Note sur les Oligochètes rapportés par M. Henri Gadeau de Kerville de son voyage zoologique en Syrie. Voyage Zoologique Gadeau de Kerrville Syrie 1: 351-354.
13. 1927. Oligochaeta in Grimpe. In: Wagler, G. Und E. Wagler (eds.) Leipzig: Tierwelt der Nord- und Ostsee. 6(9): 1-44, 38 imatges.
14. 1927. Die Oligochätenfauna Braxiliens. Abhandlungen hrsg. von der Senckenbergischen Naturforschenden Gesellschaft, Frankfurt a. Main 40: 369-374.
15. 1927. Oligochäten aus Yünnan gesammelt von Prof. F. Silvestri. Bollettino del Laboratorio di Zoologia, Portici 21: 84-90, 2 imatges.
16. 1927. Oligochaeta für 1915. Archiv für Naturgeschichte, Berlin 82: 234-246.
17. 1928. Oligochäten von Java, Sumba, und anderen hollandischen Sunda-Inseln. Treubia, Buitenzorg 10: 291-297, 2 imatges.
18. 1928. Clitellata = Gürtelwürmer. Dritte Klasse der Vermes Polymera (Annelida). Kukenthal & Krumbach, Handbuch der Zoologie, Berlin 2(8): 1-112, 103 imatges.
19. 1928. Oligochäten. In: Wissenschaftliche Ergebnisse der von F. Werner unternommenen zoologischen Expedition nach dem Anglo-Agyptischen Sudan (Kordofan) 1914. Denkschriften der Akademie der Wissenschaften, Wien 1901: 75-76.
20. 1928. Miscellanea oligochaetologica. Arkiv för Zoologi, Stockholm 20(A2): 1-15, 3 imatges.
21. 1928. Die Oligochäten Borneos. Arkiv för Zoologi, Stockholm 20(A3): 1-60, 15 imatges.
22. 1929. Oligochäten der Kamtschatka-Expedition 1908-1909. Annuaire du Musée Zoologique de l'Académie Impériale des Sciences, Leningrad 30: 315-329.
23. 1929. Zur Stammesgeschichte der Oligochäten. Zeitschrift für Wissenschaftliche Zoologie, Leipzig 134: 693-716, 1 imatge.

### 1930-1934
1. 1930. Ein Schlangenähnlicher Regenwurm aus Bergwäldern der Insel Luzon. Philippine Journal of Science, Manila 41: 273-282, 1 pl.
2. 1930. Diagnosen einiger neuer Oligochäten aus Sumatra. Bulletin du Musée d'Histoire Naturelle de Belgique 6(2): 1-6, 4 imatges.
3. 1930. Die Oligochaeten. Résultats Scientifiques du Voyage aux Indes Orientales Néerlandaises de LL.AA.RR. Le Prince et la Princesse Léopold de Belgique. Bulletin du Musée d'Histoire Naturelle de Belgique (Hors-série) 2(5): 1-26, 12 imatges.
4. 1930. Michaelsen, W., and Verescagin, G. Oligochaeten aus dem Selenga-Gebiete des Baikalsees. Travaux de la Commission pour l'Étude du Lac Bajkal, Petrograd 3: 213-226.
5. 1931. The Oligochaeta of China. Peking Natural History Bulletin 5(3): 1-24, 1 pl.
6. 1931. Pheretima (Archipheretima) ophiodes n.sp., ein eigentümlich bunter Regenwurm von den Philippinen. Mitteilungen aus dem Staatsinstitut und Zoologischen Museum in Hamburg 44: 85-90, 1 pl.
7. 1931. The Oligochaete fauna of China. Lingnam Science Journal, Canton 8: 157-166, 1 fig.
8. 1931. Die Oligochäten Belgiens. Bulletin du Musée d'Histoire Naturelle de Belgique 7(1): 1-10.
9. 1931. Ausländische opisthopore Oligochäten. Zoologische Jahrbücher, Abteilung für Systematik, Jena 61: 523-578, 20 imatges.
10. 1932. Ein neuer Phreorycytes von der Tropeninsel Peolde Berhala. Miscellanea. Zoologica, Sumatra 71: 1-7, 1 fig.
11. 1932. Variations und Mutationsverhältnisse bei den Arten der Lumbricidengattung Eiseniella. Zeitschrift für Naturwissenschaften, Jena 67: 141-157, 1 fig.
12. 1932. Michaelsen and Boldt, W. Oligochaeta der deutschen limnogischen Sunda-Expedition. Archiv für Hydrobiologie, Stuttgart. Suppl. 9: 587-622, 10 imatges, 12-13 pls.
13. 1932. Ein neuer Regenwurm aus Belgisch-Kongo. Bulletin du Musée d'Histoire Naturelle de Belgique 8(25): 1-5, 3 imatges.
14. 1932. Neue Oligochaeten von Bali und Borneo. Bulletin du Musée d'Histoire Naturelle de Belgique 8(32): 1-11, 6 imatges.
15. 1933. Süss- und Brackwasser-Oligochäten von Bonaire, Curacao und Aruba. Zoologische Jahrbücher, Abteilung für Systematik, Jena 64: 327-356, 1 pl.
16. 1933. Ein Panzer-oligochät aus dem Baikalsee. Zoologischer Anzeiger, Leipzig 102: 326-333, 3 imatges.
17. 1933. Die Oligochätenfauna Surinames, mit Erörterung der verwandschaftlichen und geographischen Beziehungen der Octochätinen. Tijdschrift der Nederlandsch Dierkunde Vereeniging, Leiden 3(3): 112-131, 1 imatge, 3 pls.
18. 1933. Opisthopore Oligochäten aus dem mittleren und dem südlichen Afrika hauptsächlich gesammelt von Dr. F. Haas während der Schomburh-Expedition 1931-32. Abhandlungen hrsg. von der Senckenbergischen Naturforschenden Gesellschaft, Frankfurt a. Main 40: 411-433, 7 imatges.
19. 1933. Über Höhlen-Oligochäten. Mitteilungen Höhlen-Universität Karstf., Berlin 1: 1-19, 4 imatges.
20. 1934. Oligochäten von Niederländisch-Indien. Archives Néerlandaises de Zoologie, Leiden 1: 100-117, 6 imatges., 2 pls.
21. 1934. Oligochaeta from Sarawak. Quarterly Journal of Microscopical Science, London (n.s.) 77: 1-49, 18 imatges, 1 pl.
22. 1934. Ein neuer Strand-Enchyträide von Helgoland. Zoologischer Anzeiger, Leipzig 108: 135-141, 5 imatges.
23. 1934. Oligochäten von Französisch-Indochina. Archives de Zoologie Expérimentale et Générale, Paris 76: 493-546, 28 imatges.
24. 1934. Opistopore Oligochäten des königlichen natur-historischen Museums von Belgien. Bulletin du Museum d'Histoire Naturelle de Belgique 10(25): 1-29, 17 imatges.

### 1935-1938
1. 1935. Oligochaeten aus Peru. Capita Zoologica, Gravenhage 6(2): 1-12, 6 imatges.
2. 1935. Oligochaeta from Christmas Island, South of Java. Annals or Magazine of Natural History, London 10(15): 100-108.
3. 1935. Meebesstrand-Enchyträiden des südlichen Atlantischen Ozeans. Scientific Researches of the Norwegian Antarctic Expedition, Oslo 1(14): 1-7, 1 fig.
4. 1935. Die Opisthoporen Oligochäten Westindiens. Mitteilungen aus dem Zoologischen Museum in Hamburg 45: 51-64, 8 imatges.
5. 1935. Oligochäten von Belgisch-Kongo. Revue de Zoologie et de Botanique Africaines, Tervueren 27: 33-95, 16 imatges.
6. 1935. Oligochäten von Belgisch-Kongo. Revue de Zoologie et de Botanique Africaines, Tervueren 27: 182-242, 3 pl.
7. 1935. Das Wesen der Systematik, den jungen Kollegen an dem Beispiel des modernen Oligochätensystems erlaütert. Zoologischer Anzeiger, Leipzig 109: 1-19.
8. 1935. Eine interessante neue Tubificide aus dem Baikalsee. Travaux de la Station Limnologique du Lac Bajkal, Leningrad 6: 15-20, 3 imatges.
9. 1935. Earthworms from South Western Australia. Journal of the Royal Society of Western Australia, Perth 21: 39-43, 1 fig.
10. 1935. Oligochaeta aus den Seen des Zentral-Altai. Explorations des Lacs de l'U.R.S.S., Leningrad 8: 298-300.
11. 1936. Oligochäten aus Chile und von der Osterinsel. Zoologischer Anzeiger, Leipzig 113: 193-200, 6 imatges.
12. 1936. African and American Oligochaeta in the American Museum of Natural History. American Museum Novitates No. 843: 1-23.
13. 1936. Oligochäten von Belgisch-Kongo. II. Revue de Zoologie et de Botanique Africaines, Tervueren 28: 213-225, imatges. 33-40.
14. 1936. Branchiura sowerbyi Beddard and its synonymy. Records of the Indian Museum, Calcutta 38: 95-96, 1 fig.
15. 1936. Zwei neue opisthopore Oligochaetenen. Festschrift für Embrik Strand Riga 1: 31-36, 3 imatges.
16. 1936. Oligochäten von Belgisch-Kongo. III. Revue de Zoologie et de Botanique Africaines, Tervueren 29: 37-72, 3 pls.
17. 1937. Exploration du Parc National Albert. Oligochäten. Institut des Parcs Nationaux du Congo Belge, Brussels 5: 1-16, 4 imatges.
18. 1937. Scientific results of an expedition to Rain Forest regions in Eastern Africa. VIII. Oligochaeta. Bulletin of the Museum of Comparative Zoology, Harvard 79: 433-477, 21 imatges.
19. 1937. On a collection of African Oligochaeta in the British Museum. Proceedings of the Zoological Society of London, Series B, 107: 501-528, 1-4 pls.
20. 1937. On the genus Thamnodrilus Beddard. Proceedings of the Zoological Society of London 1172.
21. 1938. Einige interessante Pheretimen von Hollandisch-Neuguinea. Zoologischer Anzeiger, Leipzig. 121: 161-181, 10 imatges.